# 怡怡草堂诗存
《怡怡草堂诗存》是一部古体诗集，1卷。清覃颐著。诗有为手抄本。收诗百余首。由于作者长期生活在乡间，故其中多描画农村景物，陈叙农家生活。其中《悯荒隅》、《民谣》、《得雨》、《田家夏门》等足最有思想闪光的篇章，它们以现实主义手法写出耕作的艰辛，为农民发出呐喊。